# Apamea lona
Apamea lona là một loài bướm đêm trong họ Noctuidae.